# Keyrail
Keyrail was de spoorwegbeheerder die van 1 januari 2007 tot 1 juli 2015 verantwoordelijk was voor de exploitatie en de uitvoering van het beheer van de Betuweroute. ProRail is sinds 1 juli 2015 de beheerder van de Betuweroute. Per 28 februari 2007 is Keyrail de handelsnaam van de Betuweroute Exploitatiemaatschappij (BREM). Als ondertitel gebruikt Keyrail de tekst "Key to Europe".

## Aandeelhouders
Keyrail was een besloten vennootschap, die opgericht is door het Havenbedrijf Rotterdam, de Haven Amsterdam en ProRail voor de periode 2007 tot en met 2014. ProRail B.V. heeft een belang van 50% en de Havenbedrijven Rotterdam en Amsterdam respectievelijk 35% en 15%. De havenbedrijven van Rotterdam en Amsterdam verkochten per 1 januari 2015 hun belang in Keyrail aan spoorbeheerder ProRail. Op 1 juli 2015 werd ook de exploitatie van de Betuweroute overgedragen naar ProRail. Keyrail zal ophouden te bestaan en alle medewerkers komen in dienst bij ProRail.

## Activiteiten
De taken van Keyrail waren:
- Coördinatie van vervoersaanvragen en reserveringen
- Verzorging op termijn van integrale planning in de havenomgeving
- Coördinatie van grensoverschrijdend goederenverkeer per rail naar Duitsland

Bij Keyrail werkten zo'n 60 medewerkers en nog eens 70 medewerkers bij de Verkeersleiding. Per jaar rijden er ongeveer 23.000 goederentreinen met gemiddeld zo'n 1.400 ton lading over het tracé.
Het kantoor van Keyrail was gevestigd op het emplacement Kijfhoek bij Zwijndrecht.